# Jack and Jill vs. the World
Jack and Jill vs. the World es una película romántica estadounidense dirigida por Vanessa Parise. Fue estrenada el 4 de abril de 2008, y está protagonizada por Freddie Prinze Jr. y Taryn Manning, en los papeles principales de Jack y Jill.

## Argumento
Jack (Freddie Prinze Jr.) es un exitoso publicista en Nueva York, fiel a sus métodos es una persona aplicada con hábitos simples y ordenados que mantiene tanto en su vida personal como profesional. Durante un receso en su trabajo conoce a Jill (Taryn Manning), una aspirante a actriz recién llegada a la Gran Manzana en busca de cumplir su sueño. Jack le ofrece a Jill su primera gran oportunidad en uno de sus comerciales.
Al enterarse de las lamentables condiciones en las que la joven actriz vive en la ciudad Jack le ofrece instalarse en una de las habitaciones disponibles en su departamento y a partir de ese momento la relación comienza a florecer. Jill convierte a Jack en un hombre renovado, más feliz, y juntos deciden escribir un manifiesto en el que la primera regla es "siempre ser honesto".
Sin embargo Jill oculta un grave secreto que no desea revelar a nadie, ni siquiera a Jack.

## Elenco
- Freddie Prinze Jr. como Jack
- Taryn Manning como Jill.
- Robert Forster como Norman.
- Vanessa Parise como Lucy.
- Kelly Rowan como Kate.
- Peter Stebbings como George.
- Ingrid Doucet como Sally.
- Lisa Ciara como Amberly.
- Darrin Brown como T-Bone.
- Claudia Besso como Melony.
- Krista Sutton como Emily.
- Julian Richings como Mr. Smith
- Ethan Penner como Wyatt.
- Hannah Lochner como Holly.
- Charles Martin Smith como Carlin.

## Recepción
La película obtuvo recepción mixta por parte de los críticos.

## Música
La banda sonora presenta música por la banda canadiense de indie rock Stars.

## DVD
El DVD de la película se lanzó el 14 de junio de 2008.